# 稲荷神社 (川口市小谷場)
稲荷神社（いなりじんじゃ）は、埼玉県川口市の神社。

## 歴史
創建年代は不明である。ただ小谷場村が形成された江戸時代初期に創建されたものと推測される。「養福院」が別当寺であった。養福院は蕨の三学院の流れをくむ真言宗の寺院であったが、明治初期の神仏分離により、廃寺に追い込まれた。
1873年（明治6年）、近代社格制度に基づく「村社」に列せられ、1912年（明治45年）の神社合祀により、周辺の3神社が合祀された。合祀された神社は、現在は境内内の祠として祀られている。

## 交通アクセス
- 南浦和駅より徒歩11分。